# The Amazing Race

Logo mới nhất của The Amazing Race phiên bản Mỹ được sử dụng từ mùa 23 đến hiện tại.

The Amazing Race là một chương trình gameshow ở Mỹ gồm những đội hai người đi vòng quanh thế giới. Các đội cố gắng về đích sớm nhất ở mỗi chặng để tránh khả năng bị loại. Các đội sẽ lần lượt bị loại đến khi chỉ còn lại 3 đội cuối cùng; lúc đó, đội về nhất ở chặng chung kết sẽ giành giải thưởng bằng tiền mặt trị giá 1 triệu đô la Mỹ.
Thí sinh đi đến nhiều nước khác nhau bằng nhiều phương tiện đi lại, bao gồm máy bay, taxi, xe hơi, xe lửa, thuyền. Những mật thư (clue) trong mỗi chặng sẽ chỉ các đội đến địa điểm tiếp theo hoặc hướng dẫn họ thực hiện một thử thách nào đó (bởi 1 hoặc cả hai thành viên trong đội). Những thử thách sẽ mô phỏng hoặc dựa trên đặc điểm địa lý và văn hóa bản xứ. Nếu một đội về chót trong một chặng của cuộc đua, họ có thể bị buộc ngừng tham gia tiếp hoặc phải chấp nhận những bất lợi đáng kể trong chặng tiếp theo.
Tạo ra bởi Elise Doganieri và Bertram van Munster, mùa đầu tiên đã được phát sóng ở Hoa Kỳ năm 2001 và giành được 8 giải Emmy cho "Chương trình truyền hình thực tế xuất sắc". Hiện nay bản quyền đã được bán cho trung Âu, châu Á, Brasil, Israel, Australia, Trung Quốc, Na Uy, Việt Nam, Philippines và Pháp. Phil Keoghan trở thành người dẫn chương trình nổi tiếng của The Amazing Race kể từ số đầu tiên. Jerry Bruckheimer là nhà sản xuất chính của chương trình.

## Cuộc đua

### Đội thi

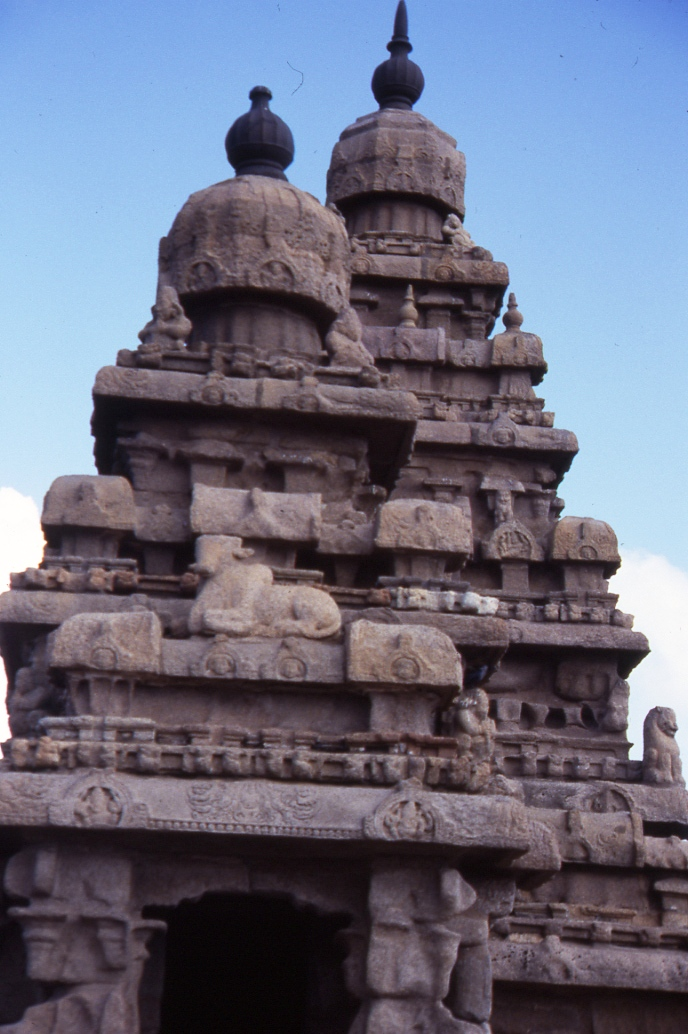
Dustin & Kandice - bạn cùng phòng tại cuộc thi Miss America 2006 (mùa 11) ở Guam.

Mỗi đội sẽ gồm 2 cá nhân có quan hệ với nhau ở mức độ nào đó. Trong mùa 8, mỗi đội có 4 thành viên có quan hệ gia đình với nhau. Người chơi thuộc nhiều độ tuổi, dân tộc, giới tính khác nhau. Mối quan hệ giữa hai người trong một đội có thể là vợ chồng, anh chị em, cha mẹ - con cái, bạn phòng, bạn trung học, tình nhân, hoa hậu, thợ hồ hoặc đã chia tay...
Cả hai thành viên trong đội phải cùng tham gia cuộc đua từ đầu cho đền cuối hoặc tới khi bị loại, họ không được phép tách nhau ra (trừ những thử thách yêu cầu chỉ có một người thực hiện như Roadblock hay Hazard). Nếu một thành viên trong đội bị thương và không thể tiếp tục cuộc đua, họ buộc phải mất quyền và bị loại. (Marshall & Lance, mùa 5, Dave & Connor, mùa 22). Cả hai thành viên phải có mặt tại Pit Stop (trạm dừng) cùng lúc để xác định vị trí của họ trong chặng.
Thông thường, chương trình đòi hỏi các thành viên trong cùng một đội phải quen nhau ít nhất 3 năm trước khi tham gia vào cuộc thi. Ngoài ra, thành viên thuộc các đội khác nhau không được quen biết nhau từ trước.
Nhà sản xuất đã nới lỏng luật này trong một vài trường hợp: Kris & Jon (mùa 6) chỉ quen nhau trong 1 năm, hay trong mùa 5 Nicole đã vượt qua Christie trong cuộc thi Miss Texas USA năm 2003 và gần đây nhất là đội vô địch của mùa 11 Eric & Danielle cũng chỉ quen nhau 1 năm từ khi họ thuộc 2 đội khác nhau ở mùa 9. Đặc biệt, trong mùa 24, đội Kentucky gồm William "Bopper" Minton và Mark Jackson dự định sẽ tham gia cuộc đua, nhưng trước giờ xuất phát, Booper đã bị chứng viêm tụy đột ngột và được nhận xét là không thể tham gia được cuộc đua, nhà sản xuất đã quyết định mời Mallory Ervin, một thành viên khác từ Kentucky và đã tham gia trong mùa 17 và 18 đến thay thế Booper. Đây là lần đầu tiên có một đội đua mà hai thành viên không hề có sự quen biết nhau từ trước. Điều này cũng được lập lại vào Mùa 26 khi có hơn 5 đội có 2 thành viên không quen biết nhau từ trước - do đây là Mùa đặc biệt: Phiên bản Hẹn hò. Trong mùa 29, tất cả 22 thí sinh đều không quen biết nhau từ trước và sẽ hợp thành đội dựa trên kết quả hoàn thành thử thách tại vạch xuất phát.
Các đội sẽ nhận được một khoản tiền mặt và một mật thư đầu tiên tại xuất phát điểm của mỗi chặng. Tất cả chi phí trong cuộc đua (thức ăn, di chuyển, thuê phòng, vé vào các khu tham quan, giải trí) đều phải chi trả bằng khoản tiền này trừ tiền vé máy bay (hay ở mùa 8 là xăng), các đội sẽ chi trả bằng thẻ tín dụng được cung cấp bởi chương trình. Số tiền còn dư sau mỗi chặng có thể dùng cho những chặng tiếp theo.
Tiền đưa cho các đội thường là đô la Mỹ chứ không phải là đồng tiền của quốc gia mà các đội đi đến. Có một ngoại lệ ở chặng 4 của (mùa 10), tiền được đưa cho các đội là đồng tiền của địa phương. Khoản tiền cung cấp này dao động từ 0 (mùa số 1 và mùa 10) đến hàng trăm đô la Mỹ. Ở mùa 4, các đội chỉ được cung cấp 1 đô la cho 2 chặng cuối cùng. Ở chặng 3 của mùa 10 (Mông Cổ - Việt Nam), các đội sử dụng số tiền kiếm được từ việc bán hoa trong Roadblock.
Từ mùa 5 tới mùa 9, các đội sẽ phải chịu hình phạt do về chót ở một chặng mà được chọn là chặng không loại bất cứ đội nào (non-elimination leg). Các đội phải trả lại tất cả tiền được cung cấp và sẽ không nhận được khoản tiền nào trong chặng tiếp theo. Sau này, hình phạt được thay đổi dần thành thử thách Speed Bump - Giảm tốc bắt đầu từ mùa 12 tới mùa 32.
Nếu một đội sử dụng hết số tiền được cho hoặc mất hết tiền do hình phạt ở Chặng không loại - non-elimination leg, họ có thể tìm cách kiếm tiền bằng nhiều hình thức, miễn là không vi phạm luật ở địa phương, bao gồm mượn tiền của các đội khác, xin cư dân địa phương hoặc bán tài sản cá nhân. Một luật đã được tiết lộ trong mùa 7 rằng các đội không được xin tiền tại sân bay Hoa Kỳ. Ngoài ra ở chặng 3 của mùa 10 (Mông Cổ - Việt Nam), các đội không được phép xin hay bán bất cứ tài sản nào để đổi tiền.
Các đội chơi đã tường thuật về sự tồn tại của một khoản tiền khẩn cấp xấp xỉ 200 đô la Mỹ được mang theo bởi đoàn và chỉ được sử dụng khi cực kì khẩn cấp. Tuy nhiên khoản tiền chính xác cũng như được dùng trong trường hợp nào vẫn không được biết rõ.

### Route marker - Cờ hiệu
Route marker là lá cờ đánh dấu nơi mà các đội phải đến. Hầu hết các Cờ hiệu được dán trên các hộp đựng clue, số còn lại đánh dấu nơi mà các đội phải đến để hoàn thành các thử thách.
Route marker luôn có màu vàng và đỏ trừ những ngoại lệ:
- Route marker được dùng trong mùa 1 có màu vàng và trắng. Màu hiện nay (thêm màu đỏ) được sử dụng trong những chương trình tiếp theo để giúp các đội thi dễ nhận ra hơn.
- Trong mùa 3, khi đến Việt Nam, Route marker được dùng chỉ toàn màu vàng để tránh sự nhầm lẫn với cờ của Việt Nam Cộng hòa (khác với cờ hiện tại của Cộng hòa Xã hội chủ nghĩa Việt Nam). Nhà sản xuất để tránh vấn đề chính trị này nên đã thay đổi lá cờ cho phù hợp. Trong mùa 10, mùa 15 và The Amazing Race Asia 3 khi cuộc đua đến Việt Nam, cờ được sử dụng có màu vàng và trắng. Route marker màu vàng và đỏ bắt đầu được sử dụng khi The Amazing Race đến Việt Nam ở mùa 22 và được chính thức sử dụng thống nhất từ mùa 29 trở đi. Tuy vậy trong The Amazing Race Vietnam/Cuộc đua kỳ thú Việt Nam, route marker sử dụng màu cam và xanh lá cây nhạt.
- Trong mùa 8, Route marker có màu vàng, trắng và đen.

### Clue - Mật thư

#### Route Information/Route Info - Lộ Trình
Lộ trình hướng dẫn các đội điểm đến kế tiếp. Lộ trình thường chỉ cung cấp tên của điểm đến; tuỳ thuộc vào các đội đến đó bằng cách nào. Tuy nhiên, Lộ trình có thể yêu cầu phương tiện mà các đội phải dùng để đến địa điểm tiếp theo. Chẳng hạn như mật thư đầu tiên của cuộc đua thường nêu cụ thể chuyến bay mà các đội phải sử dụng. Các đội có thể được yêu cầu sử dụng phương tiện công cộng, tự lái xe hoặc các phương tiện khác hay đi bộ tuỳ theo hướng dẫn của mật thư.
Lộ trình có thể hướng dẫn các dội đi đến một địa điểm cụ thể ở một thành phố hoặc quốc gia khác, đi đến Pit Stop hay Vạch kết thúc của cuộc đua.
Trong chương trình đầu tiên, hộp đựng mật thư chứa chính xác số mật thư bằng với số đội đang đua nên các đội có thể đoán thứ hạng hiện tại của đội mình. Trong những chương trình tiếp theo, hộp đựng mật thư chứa số lượng mật thư khác với số đội đang đua nên các đội không thể biết thứ hạng của mình bằng cách đếm số mật thư còn trong hộp.

#### Detour/Lựa Chọn Kép
Lựa Chọn Kép (Detour) nêu lên 2 thử thách cho các đội lựa chọn, Các đội được gợi ý một vài chi tiết về cả hai thử thách nhưng có thể phải di chuyển một quãng ngắn để đến địa điểm thực hiện. Một thử thách thì ít đòi hỏi thể chất hơn nhưng thường đòi hỏi thời gian hoặc khả năng suy luận trong khi thử thách kia thường đỏi hỏi thể chất hoặc sự can đảm để hoàn thành. Sự lựa chọn tuỳ thuộc vào các đội. Một đội có thể đổi để làm thử thách kia nhưng sẽ rất mất thời gian để di chuyển giữa hai nơi.
Trong 3 chương trình đầu tiên, Lựa chọn kép xuất hiện trước Roadblock trong mỗi tập. Trong những chương trình gần đây, thứ tự xuất hiện đã thay đổi tuỳ theo từng tập. Mặc dù có một ít thay đổi của Lựa chọn kép trong hơn các chương trình qua, chỉ duy nhất Lựa chọn kép đầu tiên ở mùa 3 khi đội chơi thất bại trong việc hoàn thành một lựa chọn (dựa trên sự may rủi) buộc đội chơi đó phải hoàn thành thử thách còn lại, đỏi hỏi nhiều thể chất hơn.
Mùa 25 giới thiệu một 'lựa chọn kép ẩn danh' mà các đội chơi chỉ được biết tên của thử thách trong đầu mối, chứ không có mô tả nhiệm vụ của nó.

#### Fork in the Road/Ngã 3
Xuất hiện lần đầu tiên (và duy nhất tính đến thời điểm hiện tại) vào chặng 1 của mùa 37 - mùa Bất ngờ, Fork in the Road là một phiên bản mở rộng của Detour. Đội chơi được cảnh báo về sự xuất hiện của Fork in the Road trong một mật thư trước đó. Đội chơi phải lựa chọn một trong hai nhiệm vụ bằng cách dán hình của đội mình lên bảng Fork in the Road tại con đường tương ứng. Khi một đội chơi lựa chọn một trong hai nhiệm vụ thì sẽ buộc phải theo con đường tương ứng đến cuối chặng. Khác với Detour, đã chọn nhiệm vụ nào thì không được thay đổi, và mỗi nhiệm vụ chỉ có thể được chọn bởi một nửa số đội tham gia. Hai nhóm này sẽ dẫn đến hai bảng xếp hạng riêng biệt khi về đích ở cuối chặng. Hai đội về nhất của hai nhóm sẽ nhận được phần thưởng nhất chặng của chương trình, hai đội về chót của hai nhóm sẽ bị loại.

#### Roadblock/Vượt Rào

Kandice đang thực hiện Vượt rào trong chặng 3 (Mông Cổ - Việt Nam) tại Hà Nội, The Amazing Race 10. Thử thách yêu cầu một thành viên của mỗi đội phải bán được 80 ngàn Việt Nam đồng tiền hoa.

Vượt Rào là thử thách mà chỉ có 1 thành viên trong đội được thực hiện. Trước khi thực hiện một Vượt rào, các đội được đọc một gợi ý mơ hồ về thử thách sắp tới, chẳng hạn "Ai cảm thấy đói?" (cho thử thách ăn trứng ngỗng). Thông thường, một đội có thể suy đoán thử thách là gì bằng cách quan sát cảnh vật xung quanh hay thậm chí là nhìn các đội khác đang thực hiện thử thách. Sau đó các đội phải quyết định xem ai là người sẽ là người thích hợp nhất để thực hiện thử thách này. Khi đã quyết định thì hai thành viên trong đội không được hoán đổi vai trò cho nhau. Thí sinh thực hiện Vượt rào không được nhận bất kỳ sự hỗ trợ nào từ đồng đội, kể cả chỉ bằng lời nói (Cedric & Shawn bị phạt 30 phút trong mùa 30, chặng 1 do Cedric gợi ý bằng lời nói cho Shawn khi đang thực hiện Vượt rào). Thí sinh được phép nhận sự hỗ trợ từ các đội khác hoặc từ người dân địa phương.
Vượt rào có mặt trong tất cả các chặng (trong vài tập không được chiếu) trừ chặng đầu tiên. Trong mùa 1, chặng đầu tiên cũng có Vượt rào, nhưng không được chiếu; tuy vậy có xuất hiện trong bản DVD được phát hành sau. Mùa 10 là chương trình đầu tiên có và chiếu Vượt rào trong chặng đầu tiên. Mùa 12 cũng có Vượt rào trong chặng đầu tiên.
Kể từ mùa 6, mỗi thành viên trong đội chỉ có thể thực hiện tối đa 6 Vượt rào trong cả cuộc đua. Vì thường có 12 Vượt rào trong cả cuộc đua, luật này buộc cả hai thành viên trong đội phải phân công nhau thực hiện số Vượt rào bằng nhau (nếu đội giành được Nhảy cóc để bỏ qua một Vượt rào thì họ sẽ phải phân công 6-5 để hoàn thành Vượt rào). Ở mùa 5, 3 đội chung cuộc đều là các đội nam-nữ đã phân chia số Vượt rào 11-1 hoặc 10-1, trong đó thành viên nam làm phần nhiều; đây có thể là nguyên nhân của luật lệ. Ở mùa 8, mỗi đội gồm có 4 thành viên, mỗi Vượt rào sẽ được thực hiện 
bởi hai người. Mùa 10 có 13 Vượt rào; do đó, số Vượt rào nhiều nhất mà một thành viên có thể thực hiện là 7. Kể từ mùa 24,các đội có thể phân công vượt rào là 8-5 do đội Dave và Connor (đội vô địch mùa 24) thực hiện

#### Fast Forward - Nhảy Cóc/Tăng Tốc

Nhảy cóc trong chặng 7 (Croatia - Ý) của The Amazing Race 12 yêu cầu đội thi xăm chữ FF.

Đội giành được Nhảy cóc/Tăng tốc sẽ có quyền bỏ qua các thử thách còn lại của chặng đó và đi thẳng tới trạm dừng, Pit Stop. Để giành được Nhảy cóc, đội đó phải là đội đầu tiên hoàn thành thử thách được mô tả trong mật thư Nhảy cóc. Mật thư này được tìm thấy chung với một mật thư bình thường.
Chỉ một đội có thể giành mỗi một Nhảy cóc. Đội nào không giành được Nhảy cóc dù đã thực hiện thử thách sẽ phí thời gian và phải trở về tiếp tục chặng đua. Trước Mùa 10, mỗi đội chỉ được sử dụng 1 Nhảy cóc trong cả cuộc đua. Với sự ra đời của Giao điểm (xem bên dưới) trong mùa giải thứ 10, một đội có thể sử dụng 2 Nhảy cóc trong một cuộc đua, 1 khi đang đua cùng với đội khác và 1 khi đua một mình. Luật này được tiết lộ bởi Mary trong chặng mà David & Mary bị loại khỏi The Amazing Race 10 khi Nhảy cóc thứ hai xuất hiện cùng với Lựa chọn kép và Giao điểm và sau này được kiểm chứng khi Oswald & Danny giành được 2 Nhảy cóc trong The Amazing Race Kỳ cựu; lần đầu tiên giành được cùng với Uchenna & Joyce do Giao điểm trong chặng 8 (Ba Lan) và lần thứ hai họ giành được trong chặng 10 (Hồng Kông).
Ban đầu, Nhảy cóc xuất hiện trong mỗi chặng của cuộc đua (ít nhất một đội sẽ không sử dụng), trừ hai chặng cuối hoặc khi tất cả các đội trong cuộc đua đã sử dụng quyền Nhảy cóc của mình thì nó sẽ không xuất hiện nữa. Kể từ Mùa 5, số lượng Nhảy cóc giảm xuống chỉ còn 2 trong cả cuộc đua.
Nhảy cóc thường giúp cho đội giành được về đến trạm dừng trước tiên, tuy nhiên điều này không được bảo đảm. Trong lịch sử của chương trình, 3 đội giành được Nhảy cóc vẫn về chót ở Trạm Dừng. Trong mùa 1, Joe & Bill giành được Nhảy cóc nhưng vẫn về chót (nhưng không bị loại do hình phạt của Nancy & Emily). Sau khi giành được Nhảy cóc ở chặng 3 (México - Anh) của mùa 3, Dennis & Andrew vẫn bị loại do đến Anh trễ. Ở mùa 20, Bopper & Mark giành được Nhảy cóc chặng 10 (Ấn Độ) nhưng vẫn bị loại do thời gian xuất phát của họ quá xa so với các đội khác. Tương tự, Monica & Sheree của mùa 4 giành được Nhảy cóc nhưng chỉ về thứ 4 trong chặng đầu tiên. Chặng 8 của mùa 10 tại Madagascar, Tyler & James và Rob & Kimberly cả hai đều giành được Nhảy cóc do Giao điểm, lần đầu tiên có 2 đội giành được Nhảy cóc trong một chặng. Tuy nhiên, họ chỉ lần lượt về thứ 2 và 3 sau Dustin & Kandice. Chip & Kim của mùa 5, Freddy & Kendra của mùa 6, Eric & Danielle của mùa 11, gia đình nhà Linz của mùa 8, và TK & Rachel của mùa 12 là những đội vô địch mà chưa hề sử dụng Nhảy cóc.

#### Switchback - Thử thách Tiếp diễn
Luật Switchback - Thử thách Tiếp diễn là một khái niêm được giới thiệu lần đầu ở mùa 15, trong đó các đội sẽ phải hoàn thành một thử thách đã có từ các mùa trước. Các thử thách Tiếp diễn đầu tiên là một lần Vượt rào được tái hiện ở mùa 6 (Stockholm). Một thử thách Tiếp diễn cũng đã có trong mùa 20 liên quan tới Nhảy cóc tại Ấn Độ, được dùng trong mùa 5 và mùa 7: cạo đầu cả hai thành viên trong một nghi lễ Hindu; khi dùng ở mùa 7, Joy phải xuống tóc và nhìn cô giống như chồng cô, Uchennan (bị hói), với những lời động viên của chồng. (Họ đã chiến thắng The Amazing Race 7). The Amazing Race 21 có một thử thách chặng 9 lặp lại từ các mùa trước.Trong The Amazing Race 27 ở chặng 5, các đội cũng đã được thực hiện một Thử thách Tiếp diễn từ mùa 1.

### Chướng ngại vật

#### U-Turn/ Rào Cản
U-Turn/Rào Cản, xuất hiện lần đầu trong mùa 12, có dạng giống như Yield; tuy nhiên, nó luôn xuất hiện ngay sau Lựa chọn kép (trong các mùa gần đây có thể xuất hiện trước hoặc sau LCK). Khi sắp có Rào cản, các đội sẽ tìm thấy lới nhắn "Chú ý, Rào cản ở phía trước" ở đầu chặng đua. Hình phạt của Rào cản khác với Yield ở chỗ, thay vì bắt các đội phải mất một khoảng thời gian xác định thì họ phải hoàn thành thử thách còn lại trong Lựa chọn kép mà họ đã không chọn (do đó, đội bị Rào cản sẽ phải hoàn thành cả hai thử thách của Lựa chọn kép). Rào cản khá giống với Yield, cũng có một biển báo lớn màu vàng, nơi mà đội đến trước sẽ có quyền Rào cản đội đến sau bằng cách dán hình mà đội mình muốn Rào cản kèm theo ảnh của mình ở phía dưới, không đội nào được sử dụng Rào cản nhiều hơn 1 lần trong cả cuộc đua. Trong mùa 12 có tổng cộng 2 Rào cản trong cả cuộc đua. Một đội có thể Rào cản một đội khác đã qua trạm Rào cản, có nghĩa là đã lãng phí cơ hội sử dụng Rào cản bởi đội đã qua trạm Rào cản sẽ không phải chịu hình phạt từ Rào cản đó nữa. Không có hình của đội nào được lấy đi khỏi trạm Rào cản để tránh các đội có thể xác định vị trí của mình hiện tại. Tương tự như Yield, đội nào làm mất hình của đội mình thì sẽ mất quyền sử dụng Rào cản, trừ khi đó là Rào cản Nặc danh. Từ những mùa sau, các đội chơi không cần phải mang theo ảnh của đội mình nữa và thay vì dán ảnh lên bảng, các đội muốn Rào cản hay Yield chỉ cần gắn ảnh của đội mà mình muốn cảnh lên ô trống đã được khoét trên biển báo hoặc sử dụng màn hình cảm ứng. Khác với Yield, không có số thứ tự ưu tiên để giúp xác định đội nào tới trước cũng như có bao nhiêu đội đang ở trước và sau bạn. Điều này đã gây ra sự hiểu lầm trong mùa giải thứ 12, khi Kynt & Vyxsin, đang ở vị trí thứ 4, quyết định Rào cản Nicolas & Donald, đội đang ở phía trước họ, thay vì Nathan & Jennifer, đội duy nhất ở phía sau họ. Từ mùa 14 xuất hiện Blind U-Turn (Rào cản nặc danh). Đội sử dụng Rào cản không cần phải tiết lộ danh tính của mình. Từ mùa 17 trở đi, Rào cản đơn được thay thế bằng Double U-Turn (Rào cản kép). Ưu điểm của Rào cản kép là đội bị Rào cản tác động có thể Rào cản đội chơi khác trước khi phải làm thử thách Lựa chọn kép còn lại với điều kiên là đội đó phải đứng sau bạn, nếu không sẽ bị mất quyền sử dụng tương tự như Rào cản đơn. Mùa 21 xuất hiện một rào cản mới: Double Blind U-Turn (Rào càn Kép Nặc danh). Rào cản này là sự kết hợp giữa Rào càn Kép và Rào càn Nặc danh.
Mùa thứ hai của Israel cho ra đời một loại rào cản mới: Khi bắt đầu một chặng đua, trước khi xuất phát, mỗi đội sẽ bầu chọn đội mà họ muốn rào cản. Đội nào có số phiếu bầu nhiều nhất sẽ bị rào cản trong chặng đua đó. Nếu có hai hoặc nhiều đội có cùng số phiếu bầu như nhau, các đội đó sẽ cùng bị rào cản. Ở tập 8 mùa 31 của TARUS, 7 đội cũng đã tham gia một buổi U-turn Vote (Biểu quyết Rào cản), Colin & Chirstine và Rachel & Elissa đã phải nhận nhiều phiếu nhất (theo thứ tự là 3 phiếu và 2 phiếu) và bị rào cản. Rachel & Elissa đã bị loại trong tập này.
Mùa 18 cũng xuất hiện một loại Rào cản khác là Automatic U-Turn/Rào cản tự động. Đây là hình phạt cho đội không hoàn thành thử thách tại vạch xuất phát. Rào cản tự động sẽ khiến đội bị phạt phải trở lại làm thêm 1 thử thách còn lại của Lựa chọn Kép ngay khi họ hoàn thành 1 thử thách của Lựa chọn Kép. Tuy nhiên từ mùa 19 tới nay đã không thấy loại Rào cản này quay lại The Amazing Race.
Từ mùa 22, bảng Rào cản từ màu vàng ngược lại chuyển sang màu đen và mũi tên trở thành màu vàng. Đồng thời các đội không phải dán ảnh nữa mà sẽ gắn ảnh của các đội và chính mình lên những khung được khoét sẵn trên bảng. Bảng Giảm tốc cũng thay đổi màu chủ đạo thành màu đen.
Từ mùa 28, bảng Rào cản truyền thống không được sử dụng nữa, thay vào đó là những hình ảnh đặc trưng cho văn hoá của các quốc gia mà TAR đi qua hoặc đơn giản là để không gây sự một màu, nhàm chán cho khán giả xem đài.

#### Yield/Tạm Dừng
Yield/Tạm Dừng, được sử dụng đầu tiên ở mùa 5, cho phép một đội bất kì yêu cầu một đội khác phải dừng cuộc đua trong một khoản thời gian định trước (vào khoảng 30 phút). Kể từ mùa 6, khi các đội chuẩn bị đối diện với một trạm Yield, họ sẽ nhận được lời nhắn "Chú ý, Yield ở phía trước" trong mật thư mà họ nhận ngay trước khi tới trạm Yield, tương tự như U-turn. Khi quyết định 'yield' đối thủ, một đội sẽ dán hình của đội mà họ muốn 'yield' vào biển báo Yield (ở gần một Cờ hiệu). Khi đội bị 'yield' tới biển báo Yield, họ phải lật úp một chiếc đồng hồ cát đặt ở trạm Yield và đợi cho tới khi cát trong đồng hồ chảy xuống hết trước khi họ có thể tiếp tục cuộc đua. Mỗi đội được nhận một phong bì có chứa hình của họ ở đầu cuộc đua (được dùng để dán vào góc dưới bên phải của biển báo Yield khi họ muốn 'yield' đối thủ), và nếu như phong bì này bị mất thì đội đó sẽ mất hết quyền sử dụng Yield trong phần còn lại của cuộc đua nhưng họ vẫn có thể bị 'yield' bởi các đội khác. Linda & Karen (mùa 5) và Joseph & Monica (mùa 9) và Ida & Tania (mùa 3 của phiên bản châu Á) không thể sử dụng Yield vì họ đã để mất phong bì nói trên.
Tất cả các đội phải dừng lại ở trạm Yield và tuyên bố xem họ có bị 'yield' bởi đội nào không, và (nếu như Yield chưa được sử dụng) họ có muốn 'yield' đội nào ở phía sau không. Trước đây, các đội phải lấy một thẻ số khi tuyên bố để xác định thứ tự của các đội khi có tranh chấp.
Trong mùa 5, khi Yield được sử dụng lần đầu tiên, biển báo to hơn so với những biển báo được dùng trong các mùa sau sau. Các đội cũng không được cảnh báo về Yield phía trước cũng như họ không phải lấy các thẻ số.
Tương tự U-turn, mỗi đội chỉ có thể sử dụng Yield một lần trong cả cuộc đua, và chỉ một đội được sử dụng Yield tại một trạm Yield bất kì. Tuy nhiên, một đội có thể bị 'yield' nhiều lần bởi nhiều đội khác nhau. Từ mùa 6 tới mùa 8, một cuộc đua có tổng cộng 3 Yield, thay vì mỗi chặng một Yield. Tuy nhiên trong chặng 5 hay 6 của mùa 7, Lynn & Alex cầm theo phong bì chứa hình của họ giống như sắp sửa có Yield. CBS.com cũng nói rằng mỗi chặng sẽ có một Yield nên không biết được rằng liệu có Yield nào được dùng mà đã không được phát sóng hay không. Như Nhảy cóc, Yield mà không được sử dụng hoặc không ảnh hưởng gì đến kết quả có thể sẽ không được phát sóng. Chẳng hạn, mùa 8 nói rằng chỉ có 2 Yield trong cả cuộc đua nhưng một Yield thứ ba ở chặng 1 (New York-Pennsylvania) đã không được phát sóng cũng như nói đến. Trong mùa 9, chương trình nói rằng chỉ có 2 Yield nhưng Lisa & Joni nói trong chặng 1 (Sao Paulo, Brasil) "Can we still yield anyone?" (Chúng ta còn có thể 'yield' người nào được không?) nên có khả năng một Yield ở chặng 1 đã không được dùng và phát sóng. Ở mùa 10, dù nói rằng có 2 Yield nhưng chỉ có 1 Yield được dùng và phát sóng. Bắt đầu từ Mùa 12 trở đi, U-turn sẽ thay thế Yield. The Amazing Race châu Á vẫn tiếp tục sử dụng Yield dù đã dùng U-turn.
Ở mùa 32, Yield được quay trở lại sau khi các đội có cơ hội tìm đồng hồ cát 10 hoặc 20 phút tại Lộ trình chặng 2. Những chiếc đồng hồ mà các đội tìm được sau đó sẽ là số thời gian mà đội yêu cầu đội khác phải dừng cuộc đua khi sử dụng Yield tại bất kì chặng nào (trử 3 chặng cuối) giống như mùa 5 tới mùa 7.

#### Driver's Seat - Tài Xế
Xuất hiện lần đầu tiên (và duy nhất tính đến thời điểm hiện tại) vào chặng 4 của mùa 37 - mùa Bất ngờ, đội đầu tiên đến được bảng Driver's Seat sẽ có quyền quyết định số lượng mà tất cả các đội phải thực hiện trong nhiệm vụ tiếp theo. Bảng Driver's Seat sẽ có số lượng tem bằng với số lượng đội chơi tham gia hiện tại, mỗi con tem sẽ có một con số là khối lượng nhiệm vụ cần thực hiện, và đội được quyền dùng Driver's Seat sẽ dán đúng một con tem lên mỗi đội trên bảng (kể cả chính họ) để buộc tất cả các đội thực hiện khối lượng nhiệm vụ tương ứng.

#### Intersection/Giao Điểm
Giao Điểm, được dùng lần đầu ở mùa 10, bắt buộc mỗi đội phải bắt cặp với một đội khác (thành những đội 4 người) để cùng thực hiện các thử thách tiếp theo tới khi có yêu cầu kế tiếp. Khi một đội có mặt ở trạm Giao điểm mà không có đội nào khác để bắt cặp, họ phải đợi cho tới khi có một đội khác xuất hiện và đồng ý bắt cặp với mình. Một đội có quyền từ chối bắt cặp với một đội khác và đợi để được bắt cặp với đội mà mình muốn. Trong những lần xuất hiện Giao điểm, nó luôn đi kèm với một Nhảy cóc (cho phép 1 đội 4 người giành được, không kể đội này đã giành được Nhảy cóc trong những chặng trước hay chưa, ngoài ra, đội giành được Nhảy cóc tại Giao điểm có quyền giành tiếp Nhảy cóc nếu còn trong cuộc đua) và một Mật thư Lựa chọn Kép. Giao điểm được sử dụng ở mùa 10, mùa Kỳ cựu, The Amazing Race châu Á 2 và mùa 16. Từ các chương trình sau Giao điểm chưa thấy được sử dụng lại.

#### Double Your Money - Nhân đôi tiền thưởng
Mùa 21 xuất hiện luật Nhân đôi tiền thưởng. Nếu 1 đội thắng đồng thời cả chặng đầu tiên và chặng cuối của cuộc đua, đội đó sẽ được 2 triệu đô-la Mỹ. Tuy nhiên, đội chiến thắng chặng 1 là Abbie & Ryan đã bị loại trước khi chặng chung kết diễn ra và không đội nào được nhân đôi tiền thưởng.
Nhân đôi Tiền thưởng không được xuất hiện trong các mùa sau, và mùa 22 thì luật này được thay thế bởi 2 Thẻ Ưu Tiên.

#### Giao điểm Liên minh (Integration Versus)
Giao điểm Liên minh được giới thiệu ở The Amazing Race China 2. Cả hai đội bắt cặp trong Giao điểm sẽ cùng nhau thực hiện thử thách như hai đội liên minh và chiến đấu với hai đội khác. Ở lần đầu tiên, 4 đội sẽ chọn lựa đội nào mình sẽ bắt cặp thông qua sự bầu chọn. Khi mà cả hai đội đều đã chọn lựa mỗi đội khác, Giao điểm Liên minh được xác lập. Sau đó, các đội sẽ cần phải làm một số nhiệm vụ trong một thời điểm nào đó bằng cách sử dụng các mật thư. Các đội thắng hoặc hoàn thành nhiệm vụ với thời gian nhanh hơn sẽ giành chiến thắng hai điểm. Sau năm vòng đấu, đội có số điểm cao nhất sẽ được lên vị trí đầu tiên. Đội thứ hai sẽ có một thách thức lần nữa. Đội thắng sẽ ở lại cuộc đua trong khi đội thua sẽ bị loại bỏ.

#### Cuộc đối đầu - Double Battle/Face Off
Một số phiên bản của chương trình giới thiệu một loại nhiệm vụ có các đội cạnh tranh trực tiếp với nhau. Đội thắng cuộc được trao cho mật thư tiếp theo, trong khi (các) đội thua phải chờ đợi cho đến khi các đội khác tới để bắt đầu trở lại nhiệm vụ trên. Các đội thực hiện cuối cùng sẽ phải nhận một hình phạt. Thông thường, (các) đội thua phải chịu hình phạt 15 phút trước khi nhận đầu mối tiếp theo. Trong phiên bản thứ hai của Trung Quốc, nếu các đội bóng không thể hoàn thành cuộc đối đầu, họ phải chờ đợi cho đến khi đội cuối cùng kết thúc hình phạt 15 phút để thực hiện hình phạt 15 phút trước khi tiếp tục cuộc đua. Đối với mùa 3 của phiên bản Canada, nếu các đội bỏ Cuộc đối đầu, họ sẽ nhận hình phạt 4 giờ. Nếu tất cả các đội khác đã vượt qua Cuộc đối đầu (hoặc bằng cách đánh bại các đội khác hoặc bởi hình phạt), các đội còn lại sẽ không còn bất kỳ hình phạt thời gian nào và có thể tiếp tục cuộc đua. Điều này lần đầu tiên được giới thiệu trong phần hai của phiên bản Mỹ Latin, nơi nó được gọi là Intersection (mặc dù các quy tắc rất khác nhau). Nó đã được sử dụng trong các phiên bản của Israel, nơi nó được gọi là một ''trận đôi", ở mùa thứ 2 Trung Quốc gọi nó là ''Versus'', mùa thứ hai của phiên bản Philippines, nơi nó được chính thức gọi là "Duel", mùa thứ hai của Na Uy - phiên bản mà nó còn được gọi là một "Intersection" và mùa 3 của phiên bản Canada, nơi nó được gọi là "Face Off".
Từ mùa 30 của Mỹ, ở một số chặng, trước khi đặt chân vào thảm về đích, các đội phải tham gia một Cuộc đối đầu, gọi là Head-to-Head. Đội chiến thắng sẽ được đặt chân vào tấm thảm về đích trước, đội còn lại phải tiếp tục thi đấu với các đội ở phía sau hoặc sẽ bị loại nếu như là đội thua cuộc trong trận đối đầu cuối cùng. Mùa 30 có tất cả 3 Head-to-Head, mùa 31 chỉ xuất hiện một lần. Trong mùa 37, Head-to-Head duy nhất của cuộc đua là nhiệm vụ Vượt rào với chỉ một thành viên tham gia, và đội thua cuộc trong trận đối đầu cuối cùng bị phạt 10 phút trước khi tiếp tục cuộc đua.

#### Hazard/Hiểm Họa
Hazard/Hiểm Hoạ xuất hiện lần đầu ở mùa 19. Nó là hình phạt cho đội cuối cùng hoàn thành Thử thách tại vạch xuất phát. Sau khi hoàn thành một thử thách bất kỳ (Trong mùa 19 là Vượt rào), đội chơi sẽ nhận được một mật thư khác dẫn họ đến một địa điểm khác mà ở đó có trạm Hazard với một mật thư khác. Thử thách này chỉ có một thành viên thực hiện. Hiểm họa gần giống với Roadblock/Vượt Rào nhưng khác ở chỗ nó không nằm trong lộ trình cuộc đua. Nó cũng khá giống Speed Bump/Giảm Tốc. Hiểm hoạ xuất phát từ hình phạt Rào cản tự động/Automatic U-Turn của mùa 18.

### Các chặng đua

#### Cấu trúc các chặng đua
Mỗi chặng của The Amazing Race thường gồm có một mật thư đầu tiên ở đầu chặng đua – Route Info, hướng dẫn các đội di chuyển đến địa điểm tiếp theo, sau đó là một chuỗi những mật thư khác, trong đó có một Detour và một Roadblock cùng một mật thư cuối cùng chỉ dẫn các đội tới điểm danh (check-in) tại trạm dừng của chặng đó. Các đội phải hoàn thành các thử thách trong chặng. Họ có quyền sử dụng các khoản thời gian chờ đợi trong cuộc đua (do di chuyển hoặc ngoài giờ làm việc) theo ý thích với điều kiện vẫn nằm trong khuôn khổ mà cuộc đua cho phép. Tuy nhiên, tất cả các hoạt động (ăn ở, đi lại,..) phải được trả bằng khoản tiền dành dụm từ các khoản tiền nhận được ở đầu mỗi chặng. Nếu như nhà sản xuất không sắp xếp chỗ nghỉ cho các đội thì họ thường ngủ ở bên ngoài, phía trước địa điểm tiếp theo của chặng đua đợi tới giờ làm việc của địa điểm này trong ngày hôm sau. Các đội chỉ phải tìm kiếm chỗ nghỉ ngơi trong trường hợp một địa điểm của chặng đua đang ngoài giờ làm việc hoặc khoản thời gian chờ đợi giữa các chuyến bay, sân bay,... Cuối mỗi chặng đua, các đội sẽ được cung cấp chỗ nghỉ tại Trạm dừng.

#### Thử thách tại vạch xuất phát
Bắt đầu từ mùa thứ 15 (và tới hiện tại vẫn chưa có lại sau mùa thứ 18), thử thách tại vạch xuất phát của Cuộc đua bắt các đội phải hoàn thành rồi mới được tiếp tục cuộc đua (thay vì chạy đến ba lô của đội chơi có để sẵn mật thư ở trên đó). Phần lớn các thử thách này đều là tìm một vật có chứa một gợi ý về điểm đến kế tiếp (Ví dụ như là Qantas trong mùa 18). Trong mùa thứ 18 và mùa thứ 19, đội hoàn thành Thử thách tại vạch xuất phát cuối cùng sẽ chịu một hình phạt như Hazard (Hiểm hoạ) hoặc Automatic U-Turn (Rào cản tự động). Trong mùa thứ 15, đội chơi cuối cùng còn đang thực hiện Thử thách tại vạch xuất phát sẽ bị loại vì có 12 đội chơi nhưng chỉ có 11 mật thư chứa vé máy bay.

#### Express Pass - Thẻ ưu tiên
Thẻ ưu tiên xuất hiện từ mùa 17, là phần thưởng cho đội về đích đầu tiên trong chặng 1 (trừ mùa 21 được trao trong chặng 2). Các đội chơi có thể bỏ qua bất kì 1 thử thách nào (trừ Nhảy cóc và Cuộc đối đầu) trong suốt cuộc đua. Thẻ ưu tiên nếu không được dùng sẽ "hết hạn" vào cuối chặng 8. Ở mùa 22, đội chiến thắng chặng 1 có 2 Thẻ ưu tiên. Họ sẽ phải đưa 1 thẻ cho đội khác trước khi chặng 4 kết thúc. Từ mùa 23 thì Thẻ ưu tiên phải được đưa cho đội khác trước khi chặng 5 kết thúc. Trong mùa 25 và kể từ mùa 35 trở đi, thẻ ưu tiên không còn được trao cho đội về đích đầu tiên ở chặng 1, mà sẽ được thưởng cho đội đầu tiên hoàn thành một thử thách phụ trong chặng (Adam and Bethany đã nhận được Express Pass trong chặng 2 của mùa 25 sau khi hoàn thành thử thách phụ).
Bao gồm tất cả các phiên bản quốc tế, Thẻ Ưu Tiên đã được trao cho 38 đội. 18 đội đã dùng nó để tới chặng cuối cùng của cuộc đua, và ba trong số những đội đó đã giành chiến thắng The Amazing Race. Duy chỉ có hai đội đã bị loại trước khi sử dụng nó. Tại mùa 5 phiên bản Việt Nam, Tiến Đạt & Thúc Lĩnh Lincoln đã không sử dụng thẻ ưu tiên vì lý do muốn cố gắng hết sức mình.
Tại mùa 6 phiên bản Việt Nam, thẻ ưu tiên còn có thể sử dụng như một Thẻ cứu hộ để cứu một đội khác. Ở chặng 5 (Kon Tum), S.T và Bình An là đội đã giành được thẻ ưu tiên ở chặng 1 đã quyết định cứu đội Minh Triệu - Kỳ Duyên khỏi sự loại trừ.

#### Salvage Pass - Thẻ cứu hộ
Được giới thiệu vào The Amazing Race Úc mùa 2, Thẻ cứu hộ được trao cho đội về nhất chặng một. Đội giành được thẻ cứu hộ có thể cứu một đội về cuối một chặng bất kì hoặc sử dụng để xuất phát trước giờ 1 tiếng. Ngoài ra, Thẻ Cứu Hộ còn được sử dụng song song với Thẻ Ưu Tiên trong The Amazing Race Philippines; tuy nhiên, các đội trong Phiên bản Philippines sẽ phải chọn lựa hoặc dùng để cứu đội bị loại hoặc sử dụng để xuất phát trước 30 phút so với giờ khởi hành.Thẻ Cứu Hộ cũng được giới thiệu tại phiên bản The Amazing Race Israel.

#### The Save - Thẻ miễn loại
Xuất hiện lần đầu vào mùa thứ 25, Thẻ Miễn Loại sẽ được trao cho đội về nhất chặng một, giúp đội họ được miễn loại một lần trong cả cuộc đua (ngoài trừ chặng cuối): Trong mùa đó, Misti & Jim là đội nhận được Thẻ Miễn Loại do về nhất chặng 1 nhưng họ đã không sử dụng (vì một lần họ về cuối trong chặng không loại). Nó không được sử dụng ở mùa 26 do các đội không thành công trong việc lấy nó.

#### Invade - Tham gia giữa chừng
Luật Tham gia giữa chừng được giới thiệu lần đầu tiên ở The Amazing Race China 2. Những đội được chọn tham gia giữa chừng sẽ bắt đầu chặng đua trong một chặng bất kì nào đó. Trong chặng đua của họ, họ sẽ phải điểm danh tại Trạm Dừng đầu tiên (tại Chặng 9) hoặc thứ Hai (tại chặng 7).  Nếu họ thất bại, họ sẽ bị loại khỏi cuộc đua. Nếu họ thành công, đội cuối cùng trong chặng đó sẽ bị loại, và họ được giữ lại để tiếp tục cuộc đua.

#### Thảm điểm danh
Khi các đội tới Trạm dừng, cả hai thành viên phải bước lên tấm thảm điểm danh (check-in mat), vạch kết thúc của mỗi chặng trong cuộc đua; được đặt phía trước người dẫn chương trình Phil Keoghan và một người bản xứ trong vai trò chào mừng các đội thi (ngoại trừ trong The Amazing Race 1, Keoghan chỉ có mặt để chào đón đội cuối cùng về đến trạm dừng). Ở The Amazing Race 1, thảm điểm danh ở các trạm dừng đặc trưng cho nền văn hóa bản xứ. Trong The Amazing Race 2 và The Amazing Race 3, thảm có màu đen với viền vàng và đỏ. Kể từ The Amazing Race 4, thảm được trang trí có hình bản đồ thế giới màu xanh lục với viền vàng và đỏ được sử dụng cho tới hiện nay, cũng như trong các phiên bản khác của The Amazing Race. Lần duy nhất tấm thảm này không được sử dụng là ở The Amazing Race 8 và chặng 8 của The Amazing Race 6 (Pháp - Ethiopia), khi mà một tấm vải dệt, đặc trưng cho văn hóa Ethiopia đã được sử dụng. Trong The Amazing Race 8, thảm màu đen với viền vàng và trắng. Thảm ở Vạch kết thúc của cuộc đua là một tấm thảm đỏ lớn với logo của The Amazing Race in lớn ở chính giữa.
Nếu các đội vi phạm các luật lệ hoặc không hoàn tất các thử thách của chặng đua, khi điểm danh tại trạm dừng, Keoghan sẽ thông báo thứ tự về đích của họ (vd, "Các bạn về đích thứ 3" – "You're the third team to arrive") và thay vì điểm danh rằng họ đã về đích, Phil sẽ yêu cầu họ rời khỏi thảm điểm danh và chịu hình phạt về thời gian, hoặc các đội phải quay lại hoàn thành thử thách còn thiếu. Nếu các đội không vị phạm luật lệ và đã hoàn tất các thử thách, Phil sẽ thông báo tứ hạng của họ "đội thứ n" (team number n). Đội cuối cùng điểm danh tại trạm dừng sẽ bị loại, trừ khi đó là một chặng an toàn. Việc các đội bị loại ra khỏi cuộc đua đã được các fan hâm mộ gọi là "Philimination", kết hợp giữa tên của người dẫn chương trình Phil và từ "elimination" (trong tiếng Anh có nghĩa là "loại bỏ").
Trước The Amazing Race 5, nhiều đội có thể cùng điểm danh tại trạm dừng cùng lúc, tạo một kết quả hòa, và các đội này sẽ cùng xuất phát trong chặng tới. Tuy nhiên sau khi ba đội cùng về nhất trong chặng 4 (Mỹ – Ý) của The Amazing Race 4 và cả ba đội đều nhận phần thưởng dành cho đội về nhất, một luật mới đã được ra đời. Nếu như có từ hai đội trở lên đến thảm điểm danh cùng lúc, thời gian điểm danh chính thức của các đội (được tính là lúc thành viên thứ hai của đội tới thảm điểm danh) sẽ chênh lệch nhau một phút. Luật này được áp dụng rõ trong chặng 3 (Hà Lan – Burkina Faso) trong The Amazing Race 12 khi 5 đội cùng về đích. Tuy nhiên ngoại lệ cũng xảy ra trong The Amazing Race 7, Brian & Greg và Ron & Kelly; Rob & Amber và Ron & Kelly điểm danh và xuất phát cùng lúc trong chặng 3 và 8. Luật này dường như đã bị loại bỏ khi Oswald & Danny và Uchenna & Joyce điểm danh và xuất phát cùng lúc ở Ba Lan trong The Amazing Race Kỳ cựu, Tuy nhiên, phần thưởng dành cho đội về nhất chỉ dành cho một đội, đòi hỏi các đội cùng về nhất phải xác định xem ai sẽ gàinh phần thưởng này. Trong trường hợp trên, Oswald & Danny đã nhường cho Uchenna & Joyce.
Trong nhiều chặng, đội đầu tiên điểm danh sẽ giành được một phần thưởng như là các chuyến du lịch. Các đội sẽ nhận giải sau khi chương trình phát sóng trên TV. Tất cả các đội về nhất trong The Amazing Race 6, The Amazing Race 8, The Amazing Race 9, The Amazing Race 10 và The Amazing Race Kỳ cựu. Ở The Amazing Race 7, những phần thưởng khác như tiền mặt, xe,... đã được tặng cho đội về nhất, tuy nhiên, ít nhất trong 2 chặng, đội về nhất không nhận được giải thưởng (thường là chặng bán kết và một chặng trước đó). Đội về nhất trong chặng 3 của The Amazing Race 8 được cung cấp xăng miễn phí cả đời từ BP và ARCO (tương ứng với $1200 xăng một năm trong vòng 50 năm, tức $60,000 mỗi thành viên).
Các đội thường hoàn thành tất cả các thử thách và điểm danh tại Trạm dừng trước khi bị loại. Tuy nhiên, trong một chặng không an toàn có đội sẽ bị loại thì khi tất cả các đội khác đã điểm danh ở trạm dừng và đội về chót tụt lại quá xa ở phía sau thì mật thư sẽ chỉ dẫn họ đến thẳng Trạm dừng mà không cần hoàn thành các thử thách còn lại (Peggy & Claire, Mary & Peach ở The Amazing Race 2, Michael & Kathy, Andre & Damon ở The Amazing Race 3, Peter & Sarah ở The Amazing Race 10, Flight Time & Big Easy The Amazing Race 15, Uchenna & Joyce ở The Amazing Race 11). Ngược lại, Phil Keoghan có thể sẽ đi thẳng đến địa điểm của các đội nếu như họ không thể hoặc không có ý định hoàn thành một thử thách nào đó (Marshall & Lance ở The Amazing Race 5, Lena & Kristy ở The Amazing Race 6 và Toni & Dallas ở The Amazing Race 13 và Bergen & Kurt ở The Amazing Race 26). Cũng có những trường hợp khi mà tất cả các đội đã về đích, đội cuối cùng quyết định bỏ cuộc khi đang thực hiện thử thách cuối cùng, thường là Detour hoặc Roadblock, và đi thẳng tới Trạm dừng (Paul & Amie ở The Amazing Race 1, Shola & Doyin ở The Amazing Race 2, Kellie & Jamie ở The Amazing Race 10.

#### Trạm dừng

Phil Keoghan cùng một người bản xứ chào đón Ryan & Chuck tại trạm dừng đầu tiên trong The Amazing Race 7 tại Cuzco, Peru

Trạm dừng (Pit stop) là địa điểm cuối cùng trong mỗi chặng của cuộc đua, nơi mà các đội an toàn sẽ nghỉ ngơi sau khi điểm danh. Đây là khoảng thời gian nghỉ ngơi bắt buộc dành cho các đội "ăn, ngủ và sinh hoạt" với nhau; được chiếu khá nhiều trong các chương trình đầu tiên của The Amazing Race nhưng không được sử dụng nhiều trong các chương trình về sau. Tổ sản xuất cung cấp nơi ở cho các đội (từ đơn giản như lều, vòng cho tới dịch vụ khách sạn) và thức ăn miễn phí ở trạm dừng (thức ăn mua trong quá trình đua phải chi trả bằng tiền mà các đội nhận được ở đầu mỗi chặng). Lúc ở đây, các đội sẽ được phỏng vấn để cung cấp lời bình và thuyết minh cho chặng vừa rồi. Tuy bị giời hạn về những nơi họ có thể đi, các đội được tự do sử dụng khoản thời gian ở trạm dừng theo ý thích. Tại đây, đôi khi các đội được yêu cầu trả lại tất cả mật thư, bàn đồ và chỉ dẫn.
Các đội xuất phát chặng tiếp theo sau khi nghỉ tại trạm dừng 12 tiếng. Khoàng thời gian này có thể nhiều hơn 12 tiếng, thường sẽ được cộng thêm các bội số của 24, như 1 ngày và 12 tiếng (36 tiếng). Trong những chương trình về sau của The Amazing Race, một vài trạm dừng dài từ 12 đền 24 tiếng, có thể vì lý do an toàn, tránh không để các đội tự lái xe khi trời tối, giữ cho các đội ở sân bay trong khoản thời gian dài hoặc ngăn không để các đội lên được chuyến bay sớm hơn có thể làm ảnh hưởng quá trình quay phim. Khoảng thời gian nghỉ chính xác ở các trạm dừng chưa bao giờ được báo cáo bởi chương trình nhưng vẫn được xác định bởi các fan, tổng hợp các thông tin từ chuyến bay, chương trình,... Trạm dừng dài nhất được biết đến là ở Tunisia trong The Amazing Race 1, dài 60 giờ. Nguyên nhân là do bão cát buộc chương trình phải di dời địa điểm của trạm dừng. Các đội có trách nhiệm phải sẵn sàng xuất phát đúng thời gian quy định, không có khoản thời gian nào được trừ đi nếu các đội lỡ mất giờ xuất (Peggy & Claire ở The Amazing Race 2, Andre & Damon ở The Amazing Race 3).

#### Các chặng dài
The Amazing Race 6 cho ra đời chặng dài (double-length leg) đầu tiên được chiếu trong 2 tập. Tập đầu tiên kết thúc bằng lời nhắn "Còn tiếp" (To be continued) thay vì một trạm dừng. Phần còn lại gồm có một Detour thứ hai và một Roadblock thứ hai. Các mùa 7, 8, 9, 14, 18, 19, 26, 27, 28 đều có một chặng dài, các đội sẽ gặp Phil Keoghan ở một trạm dừng thông thường ở nửa đường của chặng đua, Phil sẽ đưa cho họ mật thư tiếp theo thay vì điểm danh họ đã hoàn thành chặng đua. Trong The Amazing Race 10, các đội nhận được dòng chữ "Hãy tiếp tục" (Keep racing) trong mật thư kế tiếp thay vì gặp Phil. Ngoài ra, tập chung kết của The Amazing Race 8 dài 2 tiếng là một chặng dài như ở chương trình số 6. Thông thường, các đội nhận ra các chặng dài khi đọc thấy nội dung như là "Hãy tìm Phil" (Go find Phil) thay vì "điểm danh ở trạm dừng kế tiếp" (Check into the next Pit stop). Tuy không có thời gian nghỉ giữa 2 phần của chặng đua, các đội thường được ăn uống và nghỉ ngơi trước phần 2 của chặng đua trong lúc chờ đợi ở sân bay, ngoài giờ làm việc hoặc có thể là một chuyến xe lửa dài...
Những chặng "còn tiếp" ra đời hoàn toàn do sự tình cờ may mắn ở The Amazing Race 6. Chặng 6 ở Hungary ban đầu dự tính sẽ là 2 chặng, với chặng đầu là một chặng an toàn (với luật tước bỏ tiền bạc được áp dụng). Tuy nhiên, về sau, nhà sản xuất phát hiện ra rằng nài nỉ, xin xỏ là bất hợp pháp ở Hungary, làm cho đội về chót gần như không có khả năng có đủ tiền cho chặng tới. Họ đã nhanh chóng nới dài chặng 6 để giữ nguyên tác dụng của chặng an toàn (giữ nguyên số đội đua trong chặng sau), sử dụng một đoạn video để thông báo chỉ dẫn đầu tiên trong chặng tới của cuộc đua.

#### Chặng an toàn/Chặng không loại
Mỗi cuộc đua có một số chặng an toàn hay chặng không loại, đã được định trước khi cuộc đua bắt đầu. Đội về chót sẽ không bị loại và được tiếp tục cuộc đua. Các đội không được thông báo trước chặng nào sẽ là chặng an toàn. Trong The Amazing Race 1, The Amazing Race 2 và The Amazing Race 3, mật thư dẫn tới trạm dừng kết thúc với "Đội cuối cùng điểm danh sẽ bị loại", trừ trong những chặng an toàn. Ở The Amazing Race 4, mật thư dẫn tới trạm dừng kết thúc bằng "Đội cuối cùng điểm danh sẽ bị loại" trong những chặng đầu, sau đó chỉ thông báo về trạm dừng kế tiếp mà không nói rằng có hay không đội về chót sẽ bị loại. Tại The Amazing Race 5, các mật thư thay đổi giữa "Đội cuối cùng điểm danh sẽ bị loại" và "...có thể bị loại". Chỉ những chặng chắc chắn có đội bị loại kết thúc bằng "sẽ bị loại". Bắt đầu từ The Amazing Race 6, dòng chữ "Đội cuối cùng điểm danh có thể bị loại" đã được sử dụng ở tất cả các chặng trừ chặng đầu tiên. Tại The Amazing Race 4 và The Amazing Race 37, đội về chót trong chặng an toàn không phải chịu bất kì hình phạt nào trong chặng tiếp theo. Kể từ mùa 34, chặng không loại không còn được sử dụng (ngoại trừ chặng 9 trong mùa 37 - mùa Bất ngờ).

##### Tịch thu tiền, tư trang
Từ mùa 5 đến mùa 9, đội về chót trong chặng an toàn phải chịu một hình phạt cho chặng kế tiếp. Những đội này phải hoàn trả tất cả số tiền mà họ dành dụm được trong những chặng trước và bắt đầu chặng kế với 0 đô la. Họ phải xin từ người dân bản xứ hoặc từ các đội cùng đua khoản tiền cho chặng tới.Từ The Amazing Race 7 tới 9, hình phạt trở nên khắt khe hơn. Ngoài việc bị thu hết tiền, các đội còn phải nộp tất cả tư trang trừ hộ chiếu và quần áo họ đang mặc trong suốt phần còn lại của cuộc đua.

##### Đánh dấu loại
Ở mùa 10 & mùa Kỳ cựu, hình phạt cho đội về chót trong chặng an toàn là họ sẽ bị "đánh dấu loại" trong chặng sau. Họ phải về nhất trong chặng tới hoặc sẽ chịu hình phạt 30 phút tại trạm dừng trước khi có thể điểm danh nếu họ không về nhất.

##### Phạt Giảm tốc

Vyxsin & Kynt thực hiện Speed Bump sau khi bị "đánh dấu loại" tại Mumbai, Ấn Độ trong The Amazing Race 12

Từ The Amazing Race 12 đến The Amazing Race 32, hình phạt cho đội về chót trong chặng an toàn đã thay đổi. Những đội này phải thực hiện thêm một thử thách nữa gọi là Speed Bump - Giảm tốc. Thử thách này sẽ được bố trí đâu đó trong chặng kế tiếp. Thử thách này được đánh dấu bằng một biển báo tương tự như Yield và U-Turn đặt trước mật thư kế tiếp của chặng đua và có hình của đội phải thực hiện thử thách trong khi các đội khác tiế tục đua. Đội này phải nhận 2 mật thư, mật thư thường và mật thư của Speed Bump. Họ phải hoàn thành Speed Bump trước khi có thể tiếp tục chặng đua.
Từ mùa 28, giống như U-turn BTC không sử dụng bảng Speed Bump truyền thống mà được thiết kế đa dạng, phong phú đồng thời gợi ý một phần nhiệm vụ của Speed Bump.

##### Xuất phát muộn
Trong mùa 33, các đội xuất phát theo nhóm, thời gian khởi hành chuyến bay của mỗi nhóm cách nhau 15 phút, dựa trên thứ hạng về trạm dừng của các đội ở chặng trước. Đội về chót trong chặng an toàn sẽ là đội xuất phát ở nhóm cuối cùng, sau tất cả các đội khác (không có đội nào khác trong nhóm cuối cùng này).

#### Chặng loại kép
The Amazing Race 10 gây bất ngờ trong chặng đầu tiên (Mỹ – Trung Quốc) khi đội về chót tại một điểm giữa của chặng đua đã bị loại. Cuối chặng 1, đội thứ hai bị loại ở trạm dừng, trở thành chương trình đầu tiên có 2 đội cùng bị loại trong một chặng. The Amazing Race 19 là mùa thứ ba có chặng loại kép. Đôi khi, chặng loại kép thường xen kẽ với chặng an toàn, điển hình như trong The Amazing Race 15, chặng 1, Eric & Lisa bị loại ngay tại vạch xuất phát nhưng Maria & Tiffany vẫn an toàn ở cuối chặng này.
Ở phiên bản The amazing Race Việt Nam một chặng loại kép đã xuất hiện ở mùa 6. Ở chặng 5 của mùa này đã có hai đội bị loại là đội cam Kỳ Duyên & Minh Triệu và đội đen Quốc Thiên & Dương Mạc Anh Quân.

#### Chặng Chung Kết

Phil chúc mừng Rachel & TK tại Vạch kết thúc, Alaska, Hoa Kỳ. Họ là đội vô địch của The Amazing Race 12.

Ba đội tranh tài trong chặng chung kết của cuộc đua. Phần đầu của chặng này sẽ đi đến một địa điểm trung gian, nơi các đội phải hoàn thành một vài thử thách (Alaska, Hoa Kỳ trong The Amazing Race 1, The Amazing Race 2 và The Amazing Race 9; Hawaii, Mĩ, trong mùa thứ 3, 4, 6 và chương trình Kỳ cựu; Calgary, Canada, trong The Amazing Race 5; Puerto Rico, Mĩ, trong The Amazing Race 7; Montréal và Toronto, Canada, trong The Amazing Race 8; Paris, Pháp, trong The Amazing Race 10). Phần thứ hai của chặng chung kết sẽ hướng dẫn các đội bay tới địa điểm cuối cùng, thường là các thành phố lớn của Mỹ. Các đội ở The Amazing Race 12 và The Amazing Race 13 được yêu cầu tới thẳng thành phố cuối cùng của họ (Alaska và Portland).

Phil và các đội bị loại chào đón 3 đội chung kết hoàn thành cuộc đua ở Vạch kết thúc tại Portland, Oregon, Hoa Kỳ trong The Amazing Race 13

Ba đội cung kết phải hoàn thành một hoặc vài thử thách cuối cùng trước khi nhận được mật thư dẫn họ tới Vạch kết thúc. Tại đây, Phil Keoghan và các đội đã bị loại sẽ chờ 3 đội chung kết hoàn thành cuộc đua.
Theo tính toán thì ba đội chung kết sẽ về đích trong một khoản thời gian hợp lý. Tuy nhiên trong một vài trường hợp, đội thứ ba bị rơi lại quá xa ở phía sau so với 2 đội kia và họ không thể hoàn thành cuộc đua trong thời gian dự đoán. Trong trường hợp này, sau khi 2 đội đã về đích, đội còn lại sẽ được thông báo rằng cuộc đua đã kết thúc trong mật thư kế tiếp của họ (Joe & Bill, chương trình số 1; David & Jeff, chương trình số 4). Đây cũng là lý do mà có những đội không thể có mặt tại Vạch kết thúc để chụp hình lưu niệm của cuộc đua. Trong The Amazing Race 13, Toni & Dallas đã không thể có mặt tại Vạch kết thúc để chào đón 3 đội chung kết hoàn thành cuộc đua vì họ đã để thất lạc hộ chiếu trong chặng trước ở Moskva, Nga.
Đội đầu tiên vượt qua Vạch kết thúc sẽ thắng cuộc đua và giành số tiền 1 triệu đô la Mĩ. Các đội còn lại nhận được số tiền ít hơn dựa trên thứ hạng của họ.

### Luật lệ và chế tài xử phạt
Tất cả các đội phải tuân theo các luật lệ đặt ra. Nếu vi phạm có thể dẫn tới các hình phạt về thới gian, sẽ ảnh hưởng xấu tới thứ hạng của các đội. Dù không có một văn bản chính thức nào về luật lệ của The Amazing Race tồn tại nhưng một số luật lệ nhất định đã được công bố qua các ấn bản khác nhau của cuộc đua:

#### Luật lệ
- Các đội phải mua vé máy bay loại phổ thông (economy). Họ được phép sử dụng vé hạng nhất hoặc thương gia trong điều kiện giá chi trả tương đượng với loại phổ thông (Rob & Brennan và Frank & Margarita, The Amazing Race 1; Reichen & Chip, The Amazing Race 4; Ray & Deana, The Amazing Race 7; Eric & Danielle, The Amazing Race 11; Ronald & Christina, The Amazing Race 12). Vé máy bay phải được mua bằng thẻ tín dụng được cung cấp bởi chương trình (không được mua bằng khoản tiến cầm tay)[9]. Thẻ tín dụng này không được sử dụng cho bất cứ mục đích nào khác và chỉ được truy cập ở sân bay[10]. Trong The Amazing Race 8, khi mà phương tiện di chuyển chính là xe hơi, các đội được sử dụng thẻ tín dụng chi trả cho tiền xăng.
- Khi mua vé máy bay, các đội không được sử dụng các hãng hàng không cũng như những chuyến bay nằm trong danh sách đen của chương trình vì lý do an toàn, và cũng là để ngăn các đội tìm được chuyến bay mà những người lên kế hoạch cho chương trình đã không tìm thấy, không để cho một số đội có khoảng cách quá xa so với các đội khác.
- Đội chơi phải thanh toán đủ tất cả các chi phí di chuyển trước khi điểm danh tại trạm dừng. Trong chặng 7 của Cuộc đua kỳ thú (mùa 5), Song Ngư & Trúc Như không được điểm danh do thoả thuận với tài xế sẽ liên lạc và trả tiền sau khi chặng đua kết thúc vì họ không có đủ tiền ngay thời điểm đó. Họ phải quay lại xin tài xế cho giảm số tiền còn lại.
- Đội chơi không được phép trực tiếp sử dụng tư trang cá nhân để thanh toán chi phí di chuyển thay vì dùng tiền mặt, nhưng đội chơi được phép bán tư trang cá nhân để có thêm tiền hoặc xin tiền từ các đội khác hoặc người dân địa phương. Trong chặng 8 của The Amazing Race 14, Mark & Michael bị phạt 2 tiếng tại trạm dừng do trực tiếp sử dụng tư trang cá nhân để thanh toán chi phí di chuyển.
- Các đội không được liên lạc với gia đình, bạn bè trong cuộc đua, trừ trường hợp được cho phép và có sự giám sát của chương trình trong một số trường hợp đặc biệt. Tuy nhiên, họ được phép giữ liên lạc và nhận sự giúp đỡ từ các đại lý du lịch và người dân địa phương. Một trường hợp ngoại lệ xảy ra trong The Amazing Race 3. Các đội được cho phép sử dụng điện thoại di động sau khi hoàn thành Detour trong chặng 9. Website của đài CBS giải thích: "Họ có quyền gọi cho người thân ở nhà trước khi lái xe tới tòa lâu đài, địa điểm kế tiếp của chặng. Các đội có thể nói trong bao lâu tùy thích miễn kết thúc cuộc gọi trước khi bước vào xe. Một ngoại lệ khác xảy ra trong mùa giải thứ 10 và Kỳ cựu (mùa 11), đội vô địch được gọi điện thoại cho gia đình từ Vạch kết thúc để báo tin chiến thằng. Trong những chương trình trước, đội chiến thằng không được quyền tiết lộ cho đến khi tập chung kết đã được phát sóng.
- Các thí sinh không được hút thuốc trong cuộc đua. Điều này dẫn tới thái độ gắt gỏng của một số thí sinh, ví dụ như Ian của chương trình số 3, ông cai thuốc ngay trước cuộc đua.
- Mỗi đội được tháp tùng bởi 2 thành viên tổ Hình ảnh/Âm thanh (A/V) trong suốt chặng đua. Các thành viên A/V này sẽ thay đổi vòng tròn trong mỗi chặng để tránh một đội thi quá thân thiết với một cặp A/V nào đó. Vì mục đích quay phim, 2 thành viên trong một đội phải ở cạnh nhau trong khoảng cách 6m, trừ trường hợp một thành viên đang thực hiện Roadblock[11] và phải ở gần các thành viên A/V của đội mình. Hai thành viên này phải tháp tùng các đội khi họ sử dụng các phương tiện di chuyển khác nhau, phải có đủ chỗ cho cả bốn người trên bất cứ phương tiện nào (taxi, bus, xe lửa, máy bay,...) nếu không thì đội thi không được phép sử dụng phương tiện này. Khi mua vé máy bay, chúng ta thường nghe các đội nói "chúng tôi muốn mua 2 vé..." nhưng thực tế họ phải đảm bảo có đủ 4 chỗ trên máy bay cho họ và 2 thành viên A/V đi theo mình.
- Khi nhận mật thư, các đội phải đứng tại chỗ đọc rõ mật thư của mình trước máy quay. Nếu là nhiệm vụ Vượt rào, đội chơi phải công bố rõ thí sinh thực hiện nhiệm vụ Vượt rào ngay khi đọc xong câu hỏi Vượt rào, trước khi đọc chi tiết thông tin nhiệm vụ. Nếu là nhiệm vụ Lựa chọn kép, đội chơi phải công bố rõ nhiệm vụ mà mình chọn.
- Các đội bị cấm mang theo bản đồ, sách chỉ dẫn,... và các thiết bị điện tử bao gồm điện thoại di động,... nhưng bản đồ và sách hướng dẫn có thể mua bằng khoản tiến cấp cho các đội.[12] Các đội được phép mang bao nhiêu tùy thích. Thông thường thì họ sẽ được cung cấp áo ấm khi cuộc đua đi tới những vùng thời tiết lạnh và không phải mang theo áo ấm trong hành trang. Mỗi đội còn được cung cấp một túi màu đen vời sọc vàng và đỏ, đeo ở hông và không được tính là một phần của hành lý (nhằm giúp hình phạt sau những chặng an toàn dễ dàng hơn cho các đội bị 'đành dấu loại ở The Amazing Race 7, The Amazing Race 8, và The Amazing Race 9). Các đội sẽ dùng túi này để giữ Hộ chiếu, các chỉ dẫn chính thức của cuộc đua và các giấy tờ di chuyển. Nếu bị mất, như trong trường hợp của Toni & Dallas trong chặng áp chót của The Amazing Race 13, các đội sẽ không phải chịu bất kì hình phạt nào bởi họ sẽ không thể tiếp tục hành trình khi cuộc đua di chuyển sang những đất nước khác. Các đội cũng sẽ không bị loại ngay lập tức; Toni & Dallas sau khi mất giấy tờ và hộ chiếu vẫn tiếp tục chặng đua nhưng đã về chót do mất thời gian vì phải xin tiền từ người dân bản xứ để tiếp tục.
- Các đội có thể bị buộc phải để nhóm sản xuất kiểm tra hành lý ở bất cứ thời điểm nào của cuộc đua và trước khi khởi hành của các chặng.
- Những luật lệ phụ thêm vào trong các chặng hoặc một vài thử thách nhất định có thể được thông báo ngay trên các mật thư (clue) mà khán giả có thể nhìn thấy; những luật lệ này thường không được chiếu trừ trường hợp đã có đội vi phạm. Những luật này thường là các giời hạn về điều khiển phương tiện và di chuyển bằng hàng không.

#### Chế tài xử phạt về thời gian
- Chế tài xử phạt chuẩn cho các lỗi nhỏ là 30 phút cộng với khoản thời gian đã lợi được do vi phạm điều luật. Khi về đền thảm điểm danh, Phil sẽ thông báo với đội vi phạm: "các bạn là đội thứ _ về đích" cùng với lỗi mà họ đã vi phạm. Ví dụ là trường hợp của Heather & Eve trong chặng 4 của chương trình số 3 đã phải nhận hình phạt 30 phút cộng với khoản thời gian họ tiết kiệm được nhờ đi taxi thay vì theo mật thư yêu cầu họ phải đi bộ. Tom & Terry đã nhận 30 phút hình phạt do sử dụng xe môtô (phương tiện này bị cấm vì lý do an toàn) trong chặng 3 (Mông Cổ - Việt Nam) tại Hà Nội, The Amazing Race 10. Richie & Mimi đã nhận 30 phút hình phạt do Mimi cởi áo phao trước khi lên bờ trong chặng 3 (Hòa Bình - Ninh Bình) tại Ninh Bình trong The Amazing Race Vietnam. Cũng trong phiên bản này ở chặng 5 (Ninh Bình - Đà Nẵng), Tuấn Anh & Xuân Sơn đã nhận hình phạt 30 phút do thỏa thuận với tài xế taxi check in tại thảm về đích trước rồi quay ra trả tiền. Tuy nhiên, nếu lỗi của các đội liên quan đến các chỉ dẫn vế giao thông và không ảnh hưởng việc đội này có bị loại hay không thì hình phạt thường được áp dụng vào lúc khởi hành của chặng tiếp theo. Điển hình là Terence & Sarah phải xuất phát trễ hơn sau khi vi phạm ở chặng (Campuchia – Ấn Độ).
- Nếu một đội nhận ra mình đã vi phạm luật lệ trước khi thực hiện thử thách kế tiếp hay điểm danh tại Trạm dừng, họ có thể quay trở lại thử thách cũ để sửa chữa lỗi sai và sẽ không có hình phạt nào được áp dụng lên họ trừ khoản thời gian bị mất do quay trở lại. Trong vài trường hợp, một đội bỏ qua một mật thư hoặc thực hiện sai một thử thách nào đó, khi điểm danh, Phil Keoghan sẽ yêu cầu họ quay trở lại thực hiện các thử thách đó trước khi cho họ điểm danh.
- Nếu một đội rút lui trước một Detour, họ sẽ phải chịu hình phạt 24 tiếng (tuy nhiên điều này chỉ mới xảy ra duy nhất một lần khi Nancy & Emily của The Amazing Race 1 rút lui trước Detour ở chặng 9).Đến mùa 17, hình phạt giảm xuống còn 6 tiếng. Trong The Amazing Race Vietnam, đội rút lui trước 1 Detour sẽ phải chịu hình phạt 6 tiếng.
- Nếu phương tiện di chuyển của một đội bị hỏng không do lỗi của đội thi, họ có thể yêu cầu một phương tiện tương tự thay thế. Họ sẽ không nhận được bất kì ưu đãi gì cho khoản thời gian chờ đợi trong những trường hợp không may như vậy.[13]
- Trong The Amazing Race 10 và The Amazing Race Kỳ cựu 1, đội về chót trong chặng an toàn sẽ chịu hình phạt 30 phút nếu như không về nhất trong chặng tới.
- Đội sử dụng vé máy bay ngoài hạng Phổ thông với giá cao hơn giá vé hạng Phổ thông sẽ chịu hình phạt 24 tiếng.[14]
- Đôi khi, các đội bị chậm trễ do khó khăn của nhà sản xuất. Trong những chương trình đầu tiên, vài đội đã được bù lại những khoảng thời gian bị mất. Điều này có nghĩa một đội sẽ được xuất phát sớm hơn thời gian được quy định (Nếu đội đó được bù thời gian).

##### Chế tài xử phạt về Roadblock
Nếu một đội quyết định rút lui trước một Roadblock, họ sẽ phải chịu hình phạt 4 tiếng theo một trong ba cách sau:
- Nếu thời điểm đội chơi rút lui Roadblock đó là vào khoảng ban ngày sắp hết, hình phạt sẽ được thực hiện tại trạm dừng.
- Nếu trong trường hợp đội không được tiếp tục đua, và tất cả các đội đã và đang thực hiện Roadblock thì hình phạt sẽ được bắt đầu ngay tại thời điểm đội đó thông báo rút lui Roadblock
- Nếu trong trường hợp đội không được tiếp tục đua, và có ít nhất một đội chưa xuất hiện ở địa điểm thực hiện Roadblock, thì hình phạt sẽ bắt đầu từ lúc đội kế tiếp bắt đầu thực hiện Roadblock.

Trong một chặng của mùa 20, các đội chơi chỉ được cung cấp một số lượng đạo cụ giới hạn để thực hiện Roadblock. Nếu sử dụng hết số đạo cụ đó mà chưa hoàn thành thử thách, họ sẽ phải chịu phạt 2 tiếng trước khi điểm danh ở Trạm dừng.
Hầu hết các chế tài xử phạt đều bắt đầu khi các đội điểm danh tại Trạm dừng; Phil sẽ yêu cầu các đội này bước khỏi thảm và đợi sau khi kết thúc chế tài xử phạt trong khi những đội khác vẫn có thể điểm danh. Ngoại lệ duy nhất là chế tài xử phạt 4 tiếng do rút lui trước một Roadblock; điều này bắt đầu ngay lập tức sau khi một đội quyết định bỏ cuộc hoặc bắt đầu khi đội kế tiếp xuất hiện (Rob & Amber đã tận dụng ngoại lệ này để vượt qua chế tài xử phạt 4 tiếng này trong chặng 3 của The Amazing Race 7 khi thuyết phục các đội khác cùng rút lui). Các đội bị phạt không cần phải chờ cho đến khi chế tài xử phạt của họ đã hết nếu họ là đội về chót trong một chặng. Thay vào đó, họ sẽ bị loại ngay lập tức, hoặc, lượng thời gian còn lại trong thời gian phạt của họ sẽ được cộng thêm vào thời gian xuất phát của họ ở chặng kế tiếp nếu chặng đó không loại.

## Sản xuất chương trình
Khâu sản xuất của The Amazing Race là một thử thách thực sự cho nhà làm chương trình do những khó khăn mà đoàn đua gặp phải trong hành trình vòng quanh thế giới. Ngoài những nhiệm vụ khó khăn mà nhà sản xuất gặp phải thì việc lựa chọn các địa điểm, thiết kế các thử thách, lựa cho đội thi và chuẩn bị hậu cần cho toàn cuộc đua là những việc làm tiên quyết trước khi cuộc đua bắt đầu. Trong quá trình đua, nhóm quay phim phải theo chân các đội thi và người dẫn chương trình. Khi chương trình đã quay và biên tập xong thì các đội đua và người trong đoàn có nhiệm vụ giữ bí mật và không được tiết lộ bất cứ thông tin nào về địa điểm, thử thách, sự kiện hay kết quả của cuộc đua.
Chương trình được phát sóng trên Fox Reality Channel, Hoa Kỳ.
Với những nỗ lực đã bỏ ra, phiên bản của Mỹ đã nhận được nhiều ưu ái kể cả giải Emmy và để cử cho sản xuất và biên tập hình ảnh, âm thanh. 

## Cuộc đua kì thú Việt Nam
The Amazing Race được phát sóng tại Việt Nam do Công ty Văn Thành Long thực hiện, phát trên kênh HTV7, đài truyền hình Thành phố Hồ Chí Minh vào mỗi tối thứ 2 hàng tuần với tên gọi Cuộc đua kì thú. Bản quyền được nhà tài trợ Tiger Beer & công ty Văn Thành Long cung cấp. Và sau này, kể từ 2012 chương trình được sản xuất bởi BHD và phát sóng trên kênh VTV3. Chương trình được chịu trách nhiệm sản xuất, đạo diễn và dẫn bởi Dustin Nguyễn.
Cuộc đua kỳ thú đã trải qua sáu mùa thi với chiến thắng của đội Baggio - Thành Phúc (mùa 1 - 2012), đội Thu Hiền - Diệp Lâm Anh (mùa 2 - 2013 ), đội Hương Giang - Criss Lai (mùa 3 - 2014), đội Ngọc Anh - Nhật Anh (mùa 4 - 2015), đội Tiến Đạt - Lincoln (mùa 5  - 2016 -  All Stars) và đội H'Hen Niê - Lệ Hằng (mùa 6 - 2019 ).